# NGC 6019
NGC 6019 (другие обозначения — ZWG 319.31, PGC 56265) — эллиптическая галактика (E) в созвездии Дракон.
Этот объект входит в число перечисленных в оригинальной редакции «Нового общего каталога».